# Gynnidomorpha
Gynnidomorpha es un género de polillas tortrícidas perteneciente a la tribu Cochylini, de la subfamilia Tortricinae, orden Lepidoptera. Fue descrito por el australiano Alfred Jefferis Turner en 1916.

## Especies
- Gynnidomorpha alismana (Ragonot, 1883)
- Gynnidomorpha attenuata (Razowski, 1984)
- Gynnidomorpha curviphalla Y.H. Sun y H.H. Li, 2013
- Gynnidomorpha datetis (Diakonoff, 1984)
- Gynnidomorpha definita (Meyrick, 1928)
- Gynnidomorpha luridana (Gregson, 1870)
- Gynnidomorpha mesoxutha Turner, 1916
- Gynnidomorpha minimana (Caradja, 1916)
- Gynnidomorpha permixtana ([Denis y Schiffermuller], 1775)
- Gynnidomorpha pista (Diakonoff, 1984)
- Gynnidomorpha romonana (Kearfott, 1908)
- Gynnidomorpha rubricana (Peyerimhoff, 1877)
- Gynnidomorpha sphaenophora (Diakonoff, 1941)
- Gynnidomorpha stirodelphys (Diakonoff, 1976)
- Gynnidomorpha vectisana (Humphreys y Westwood, 1845)